# Violette Cabesos
Violette Cabesos est une romancière française née le 9 mai 1969 à Valence.

## Biographie
Après des études d'histoire, de lettres et de science politique dans le Sud de la France, elle se tourne vers la musique puis l'écriture. Elle s'installe à Paris en 1994.
En 2003, elle écrit son premier roman, Sang comme neige. Elle signe ensuite en collaboration avec le sociologue et écrivain Frédéric Lenoir deux romans,  La Promesse de l'ange en 2004, qui a pour cadre Le Mont-Saint-Michel et son abbaye et qui est lauréat du prix Maison de la Presse la même année, et La Parole perdue en 2011, dont l'histoire se déroule entre Vézelay et Pompéi.
En 2015, elle publie seule le roman Le Teinturier de la lune.
En 2017, elle signe le roman policier Portrait de groupe avec parapluie qui met en scène une série de crimes à Provins, en Seine-et-Marne, et remporte avec ce titre le prix Anguille sous roche lors du festival du même nom à Saillans.
En 2020, elle explore les secrets de la maison Romanov et de l'Empire russe dans le thriller historique Le Soleil rouge du Tsar.

## Œuvres
- Violette Cabesos, Sang comme neige, Paris, Plon, 2 janvier 2003, 190 p. (ISBN 978-2-259-19787-8, BNF 38932286)
- Frédéric Lenoir et Violette Cabesos, La Promesse de l'ange, Paris, Albin Michel, 3 mars 2004, 489 p. (ISBN 978-2-226-15081-3, BNF 39140078)
- Frédéric Lenoir et Violette Cabesos, La Parole perdue : roman, Paris, Albin Michel, 11 mai 2011, 537 p. (ISBN 978-2-226-22144-5, BNF 42426479)[7],[12],[6],[5].
- Violette Cabesos, Le Teinturier de la lune, Paris, Albin Michel, 5 mars 2015, 596 p.  (ISBN 978-2-226-31473-4)
- Violette Cabesos, Portrait de groupe avec parapluie, Paris, Albin Michel, 1er septembre 2016, 358 p.  (ISBN 978-2-226-32874-8)
- Violette Cabesos, Le Soleil rouge du Tsar, Paris, Albin Michel, 29 janvier 2020, 448 p.  (ISBN 978-2-226-44247-5)[13],[11].

## Prix et distinctions notables
- Prix Maison de la Presse en 2004 pour  La Promesse de l'ange[4].
- Prix Anguille Sous Roche en 2017 pour Portrait de groupe avec parapluie[14].